# Bauerschaft Herrenstein

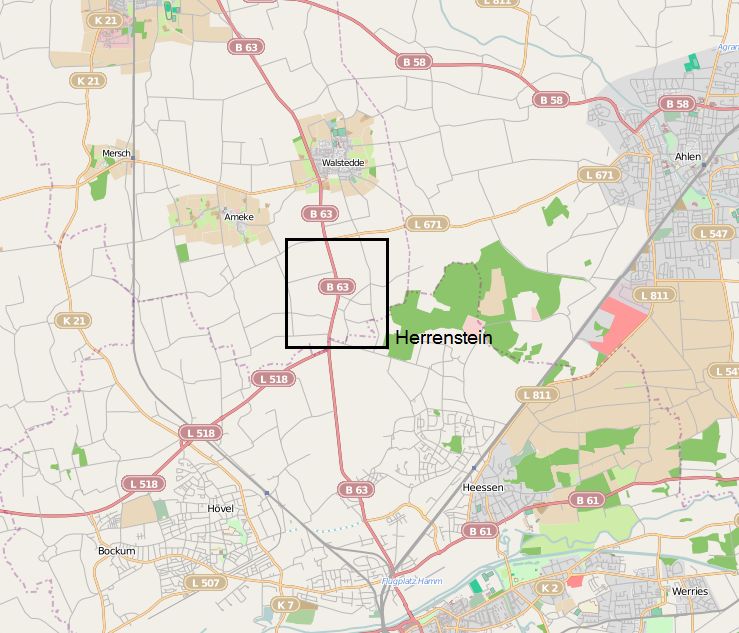
Lage von Herrenstein

Die Bauerschaft Herrenstein oder einfach Herrenstein ist ein Ortsteil der Stadt Drensteinfurt in Nordrhein-Westfalen.

## Geographische Lage
Herrenstein liegt im Kreis Warendorf im Münsterland (Nordrhein-Westfalen) und ist geschichtlich gesehen noch eng mit der Vergangenheit des Dorfes Walstedde (Stadtteil von Drensteinfurt seit 1969) verbunden.
Herrenstein ist jeweils acht Kilometer von den Ortskernen von Drensteinfurt im Norden und Hamm im Süden entfernt.
Das Gebiet Herrensteins grenzt im Norden an die Dorfbauerschaft, im Westen an Kurrick und Krähenland, im Süden an Heessen und im Osten an Frielick und Dasbeck an.
Eine detaillierte Beschreibung der Bauerschaft zur geologischen Entwicklung und seiner Besiedelunggeschichte gibt das Werk von Meise/Lück (s. Literatur); dort wird auch die vermutete Herkunft der Namensbezeichnung „Herrenstein“ erläutert.

### Fläche und Einwohnerzahl
Auf einer Fläche von circa 7–9 km² leben etwa 250–300 Einwohner (Schätzwerte).

### Gebäude und Denkmäler
Rubbert Mühle liegt im Knoten der Bundesstraße 63 und der Ahlener Straße. Der Mühlenbetrieb ist schon lange eingestellt und das Gebäude als Wohneinheit mit Aussichtsplattform umgebaut.
Der Schnadestein liegt im „Dreiländereck“ Ahlen-Walstedde-Heessen und ist Anlaufpunkt für den Schnadegang vieler Vereine. Der Walstedder Heimatverein richtete den Schnadegang zum fünften Mal aus. Den Anfang machte 1995 der Heimatverein Heessen. Seitdem ist die Wanderung nicht nur ein fester Termin im Kalender der Walstedder und Heessener Heimatfreunde. Zum Schnadegang werden auch Vereine aus Ahlen, Dolberg, Heessen, Bockum-Hövel, Herbern, Drensteinfurt und Rinkerode eingeladen.

## Vereine
- Der Motorsportclub Walstedde hat seinen Geschäftssitz in Herrenstein; der Verein entstand in den 1960er Jahren und wurde 2007 erneut regeneriert.
- Die HIG oder Herrensteiner Interessensgemeinschaft formierte sich 2009 um das soziale Zusammenleben in dieser kleinen Bauerschaft zu heben und zu pflegen.
- Die Interessensgemeinschaft Radweg an der B 63 war in den 1990er Jahren aktiv und hat zur Realisierung des Verkehrsweges an der vielbefahrenen Bundesstraße beigetragen.

## Veranstaltungen
- Jährliches Oldtimertreffen im Mai in Herrenstein 32.